# براد مادوكس
تايلر كلوتز (بالإنجليزية: Brad Maddox)‏ (ولد في 4 مايو، 1984) هو مصارع أمريكي محترف موقع حاليًا لمنظمة دبليو دبليو إي.
في منتصف عام 2010، وقع مادوكس عقدًا تطويرًا مع دبليو دبليو إي، حيث أرسل إلى منظمة فلوريدا تشامبيونشيب ريسلينغ (إف سي دبليو، الآن أصبح اسمها إن إكس تي ريسلينغ) التابعة لدبليو دبليو إي وهناك، استطاع أن يفوز ببطولة إف سي دبليو فلوريدا للفرق الثنائية مرتين اثنتين الأولى مع برايلي بيرس والأخرى مع فيكتور ريك. كما أستطاع أن يفوز ببطولة إف سي دبليو 15 حيث أصبح آخر أبطالها. بالإضافة إلى هاتين البطولتين، يعتبر مادوكس بطلًا سابقًا لبطولة أو في دبليو للوزن الثقيل وبطولة أو في دبليو تلفزيون حيث فاز بهما مرة واحدة.

## المسيرة في مصارعة المحترفين

### أوهايو فالي ريسلينغ (2008-2010)
ظهر كلوتز لأول مرة في 2 أبريل، 2008 في تسجيل برنامج أو في دبليو حين لعب باسم برينت ويلنغتون مع غالفين غاريسون ضد ديوي وآدم ريفولفر، حيث خسر ويلنغتون وغاريسون. أول فوز لويلنغتون في المنظمة كان في 1 أكتوبر، 2008 أثناء مباراة فرق ثنئاية لثمانية مصارعين حين لعب مع غالفين غاريسون وموس في فريق أسموه ثيتا لامبدا بسي. في 24 ديسمبر، 2008 لعب ويلنغتون مباراة على بطولة أو في دبليو للوزن الثقيل أمام ارون "آيدول" ستيفنز حيث خسر.

#### بيف ويلنغتون
بعد الخسارة، أصبح اسمه «برينت بيف ويلنغتون» (بالعربية: برينت «لحم البقر» ويلنغتون) حيث استخدم شخصية «ممارس الجنس مع الأموات». أول مباراة له تحت هذه الشخصية كانت في حلقة برنامج أو في دبليو التي جرت 14 يناير، 2009 عندما فاز هو وزميله موس من فريق ثيتا لامبدا بسي على آدم ريفولفر وتيد مكناليراند. انشق فريق ثيتا لامبدا بسي في أبريل 2009 حين فاز ويلنغتون في مباراة فردية على موس ثم خسر مباراة أخرى عندما ضربه موس بمجداف. في 26 يوليو، 2009 لعب ويلنغتون مباراة على بطولة أو في دبليو تلفزيون ضد يامين أوليفينثيا، حيث فاز بأول بطولة في مسيرته المهنية في أو في دبليو. حافظ ويلنغتون على البطولة لمدة 45 يومًا حتى خسرها أمام موس عضو فريقه السابق ثيتا لامبدا بسي أثناء حلقة أو في دبليو التي جرت في 9 سبتمبر، 2009. في 27 فبراير، 2010 فاز ويلنغتون ببطولة أو في دبليو للوزن الثقيل الشاغرة من خلال فوزه بمباراة باتل رويل. حافظ ويلنغتون على البطولة لمدة 90 يومًا حتى خسرها في 29 مايو، 2010 أمام مايك موندو.
في منتصف عام 2010، ذُكر أن كلوتز قد وقع عقدًا تطويرًا مع منظمة وورلد ريسلينغ إنترتاينمينت (دبليو دبليو إي).

### وورلد ريسلينغ إنترتاينمينت

#### فلوريدا تشامبيونشيب ريسلينغ (2010-2012)
ظهر كلوتز لأول مرة في فلوريدا تشامبيونشيب ريسلينغ باسم «براد مادوكس» أثناء حدث حي في 5 أغسطس، 2010 عندما خسر أمام تايلر ريكس. أول ظهور له على تلفزيون إف سي دبليو كان في 4 نوفمبر، 2011 عندما خسر أمام تيتو كولون. أول فوز له في المنظمة كان في حلقة إف سي دبليو التي جرت في 9 يونيو، 2011 في مباراة ضد زافيير وودز. وفي حلقة إف سي دبليو التي جرت في 22 سبتمبر من فاز مادوكس على برايلي بيرس، بعدها بثلاثة أسابيع وأثناء حلقة إف سي دبليو التي جرت في 13 أكتوبر، 2011 كون مادوكس ووبيرس فريقًا ثنائيًا ولعبا مباراة على بطولة إف سي دبليو فلوريدا للفرق الثنائية ضد أبطالها سي جاي باركر ودوني مارلو، حيث فشلا في الفوز عليهما. على أية حال فاز مادوكس ببطولة الفرق مع بيرس أثناء حلقة إف سي دبليو التي جرت في 3 نوفمبر، 2011 عندما تغلبا على باركر ومارلو. في حلقة إف سي دبليو التي جرت 2 فبراير، أجبر بيرس ومادوكس على إخلاء بطولة الفرق بسبب إصابة بيرس. حاول مادوكس استعادة البطولة الشاغرة مع ايلي كوتونوود إلا أنهما خسرا أمام لكنها خسرت أمام بو روتوندو وهسكي هاريس. في حلقة إف سي دبليو التي جرت في 4 مارس، 2012 أصبح مادوكس أول المنضمين إلى «منظمة» سمر راي التي كانت أيضًا صفه أثناء مباراته ضد سيث رولنز التي خسرها.
في 21 يونيو، 2012، فاز مادوكس ببطولة إف سي دبليو 15 عندما هزم ريتشي ستيمبوت. وبينما كان لا يزال بطل بطولة إف سي دبليو 15، فاز مادوكس ببطولة إف سي دبليو فلوريدا للفرق الثانية للمرة الثانية خلال مسيرته المهنية مع ريك فيكتور في 28 يوليو، 2012. عندما قامت منظمة دبليو دبليو إي برنامجها دبليو دبليو إن إكس بمنظمة إف سي دبليو، تغير اسم المنظمة إلى إن إكس تي ريسلينغ وقامت بإلغاء جميع الألقاب التابعة لمنظمة إف سي دبليو وهذا ما يجعل مادوكس آخر أبطال بطولة الفرق وبطولة إف سي دبليو 15.

#### الحكم المارق (2012-2013)
ظهر مادوكس في القائمة الرئيسية كحكم في أغسطس 2012 عندما حكَّم مباراة باتل رويل لتحديد المتحدية الأولى لبطولة الديفاز والتي فازت بها كايتلن أثناء حلقة راو التي جرت في 20 أغسطس، 2012. كما كان الحكم في مباراة شميس وجون سينا ضد سي إم بانك وألبرتو دل ريو حين غابت قدم بانك التي كانت على الحبل عن نظره مما أدى إلى فوز شيمس وسينا بالمباراة أثناء حلقة راو التي جرت 17 سبتمبر، 2012. هذا الأمر أغضب بانك الذي طلب من مادوكس الاستقالة من دبليو دبليو إي وهو ما رفض مادوكس أن يفعله.
ومع ذلك، في حدث الجحيم في زنزانة، قام مادوكس بمساعدة بانك على الاحتفاظ ببطولة دبليو دبليو إي حين ضرب منافسه رايباك بضربة منخفضة. هذا الأمر سمح لبانك بتثبيت رايباك وقيام مادوكس بالعد بسرعة قبل أن يقوم رايباك بضرب مادوكس بعد المباراة. في الحلقة التالية من راو، نفى بانك أي صلة له مع مادوكس. بعدها بليلتين وأثناء برنامج دبليو دبليو إي الحدث الرئيس أعلنت منظمة دبليو دبليو إي عن إيقافها لمادوكس من وظيفته كحكم حتى ينتهي تحقيق مجلس الإدارة في الحادث. خلال حلقة راو التي جرت 5 نوفمبر، أوضح مادوكس أن بانك لا صلة له بما جرى في حدث الحجيم في زنزازنة وأنه فعل فعلته حتى يلاحظ (مشيرًا إلى سعيه الطويل في أن يكون مصارعًا في دبليو دبليو إي والأسباب المختلفة التي وقفت في وجهه)، ورغبته في صناعة اسم لنفسه، والحصول على عقد ولعب مباراة مصارعة ضد رايباك. رئيس مجلس الإدارة في دبليو دبليو إي فينس ماكماهون عرض على مادوكس عقدًا بمليون دولار أمريكي إذا استطاع أن يهزم رايباك في الأسبوع التالي في راو. في حلقة راو التالية، خسر مادوكس في مباراته أمام رايباك وفقد بالتالي عقدًا مع دبليو دبليو إي ب1 مليون دولار. بعد المباراة، هاجمه رايباك ووضعه في سيارة إسعاف بجوار المسرح.
عاد مادوكس في ديسمبر 2012 مع مصور مرافق له مدعيًا أنه ضجة «يوتيوب» الكبيرة. مديرة عام راو فيكي غيريرو عرضت على مادوكس عقدًا إذا فاز على راندي أورتن حيث فاز أورتن. أورتن تعرض لهجوم من قبل مجموعة الدرع بعد المباراة. وبشكل مماثل لمادوكس، ساعدت مجموعة الدرع سي إم بانك حين هاجمت رايباك أثناء مباراة على بطولة دبليو دبليو إي في حدث سورفايفور سيريس حيث احتفظ بانك بلقبه ونفت المجموعة أيضًا تحالفها مع بانك. بعد ذلك، نقل مادوكس توسلاته إلى كبير مستشاري سماكداون تيدي لونغ الذي منحه ثلاث فرص. في الأولى، خسر أمام برودوس كلاي، وفي الثانية خسر أمام ذا غريت كالي، وفي الثالثة خسر أمام شيمس. في حلقة راو التي جرت في 28 يناير، كشفت لقطات آلة التصوير التي كانت مع مصور مادوكس عن أن مادوكس وكذلك مجموعة الدرع، هم عملاء لمدير بانك بول هيمان. وعلى الرغم من عدم ظهور بانك في اللقطات، إلا أنه أدعى أن هيمان قد تصرف بشكل مستقل عنه ودون علمه. هيمان أعطى تعليمات لمجموعة الدرع لمهاجمة مادوكس. في الأسبوع التالي في حلقة راو كشف مادوكس عن أنه هو من سلم تلك اللقطات التي صورها مصوره كارسون إلى فينس ماكماهون ثم بدأ في استدعاء مجموعة الدرع قائلًا لهم أن «العدالة في انتظاركم». أجابت مجموعة الدرع تحديه من خلال مهاجمته بوحشية حتى جاء جون سينا، وشيمس، ورايباك لمساعدته.

#### مساعد لفيكي غيريرو (2013- حتى الآن)
في حلقة راوالتي جرت في 18 فبراير، قامت فيكي غيريرو بتسمية مادوكس «مساعد المشرف العام».

## في المصارعة
- الضربة القاضية
  - ديل بريكر (حركة كسر الفك بالكتف في وضع الجلوس يسبقها بدورة في الهواء)[1]
- حركات معروف بها
  - ضربة منخفضة
- مدراء
  - سمر راي
  - إيه. دبليو.
- ألقاب
  - «بيفكايك ويلنغتون»[5]
  - «بيفي»

## بطولات وجوائز
- فلوريدا تشامبيونشيب ريسلينغ
  - بطولة إف سي دبليو فلوريدا للفرق الثائية (مرتين اثنتين) – مع برايلي بيرس (مرة واحدة) وريك فيكتور (مرة واحدة) (آخر بطل)[4]
  - بطولة إف سي دبليو 15 (مرة واحدة) (آخر بطل)
- أوهايو فالي ريسلينغ
  - بطولة أو في دبليو تلفزيون (مرة واحدة)[3]
  - بطولة أو في دبليو للوزن الثقيل (مرة واحدة)[3]

## وصلات خارجية
- براد مادوكس على موقع IMDb (الإنجليزية)
- براد مادوكس على موقع دبليو دبليو إي (الإنجليزية)
- براد مادوكس على موقع WrestlingData.com (الإنجليزية)
- براد مادوكس على موقع CageMatch worker (الإنجليزية)
- براد مادوكس على موقع قاعدة بيانات المصارعة على الإنترنت (الإنجليزية)
- براد مادوكس على موقع عالم المصارعة على الإنترنت (الإنجليزية)
- براد مادوكس على موقع عالم المصارعة على الإنترنت (الإنجليزية)

- براد مادوكس في أون لاين وورلد أوف ريسلينغ